# Monnikenbos
Het Monnikenbos is een natuurgebied bij Soest in de Nederlandse provincie Utrecht.
Het Monnikenbos ligt tussen de Korte Duinen en Birkhoven.

## Historie
Dit gebied behoorde tot het klooster Mariënhof dat in 1419 in De Birkt werd gebouwd. In 1543 werd dit klooster geplunderd door Maarten van Rossum, waarna de monniken binnen de stadsmuur van Amersfoort vluchtten. Na de reformatie werd het bos eigendom van de gemeente Amersfoort. Het huidige bos werd destijds Affendorp genoemd.
Op een kaart uit 1640 wordt het gebied omschreven als een Heetveld (heideveld) met een oppervlakte van 150 morgen. Tegenwoordig ligt het Monnikenbos weer in de gemeente Soest. 
In de Soester Duinen zijn werktuigjes van jagersgroepen uit 8.000 jaar voor Christus gevonden. In het gebied liggen grafheuvels uit ongeveer 2.500 jaar voor Christus. Grafheuvel Monnikenbosch is een rijksmonument.

## Flora en fauna
Naast eiken en berken en beukenbos is er ook heide. Deze heide vormt een verbinding met heidegebieden in de omgeving. In het Monnikenbos komen de boomklever, goudvink, bonte vliegenvanger, zwarte wouw en de specht voor. Voorkomende vlinders zijn bont zandoogje, bruine eikenpage en heidevlinder. 
In de tweede helft van de 20e eeuw is de zandafgraving het gat van Kuyer ontstaan. Aan de noordzijde daarvan is een gegraven poel.

## Recreatie
Door het Monnikenbos loopt het met paaltjes met een oranje kop aangegeven natuurpad Korte Duinen. Door het bos loopt ook de oude marskramerroute van Amersfoort naar Haarlem. 
Aan de noordwestzijde van het Monnikenbos ligt een camping, in het oosten Birkhoven met Dierenpark Amersfoort.